# Kaizer Chiefs FC
Kaizer Chiefs Football Club je jihoafrický fotbalový klub z města Johannesburg, klub hraje nejvyšší jihoafrickou ligu. Klub byl založen 7. ledna 1970 Kaizerem Motaungem. Rivalem klubu je Orlando Pirates.